# St. Matthias und Wendelinus (Masthorn)

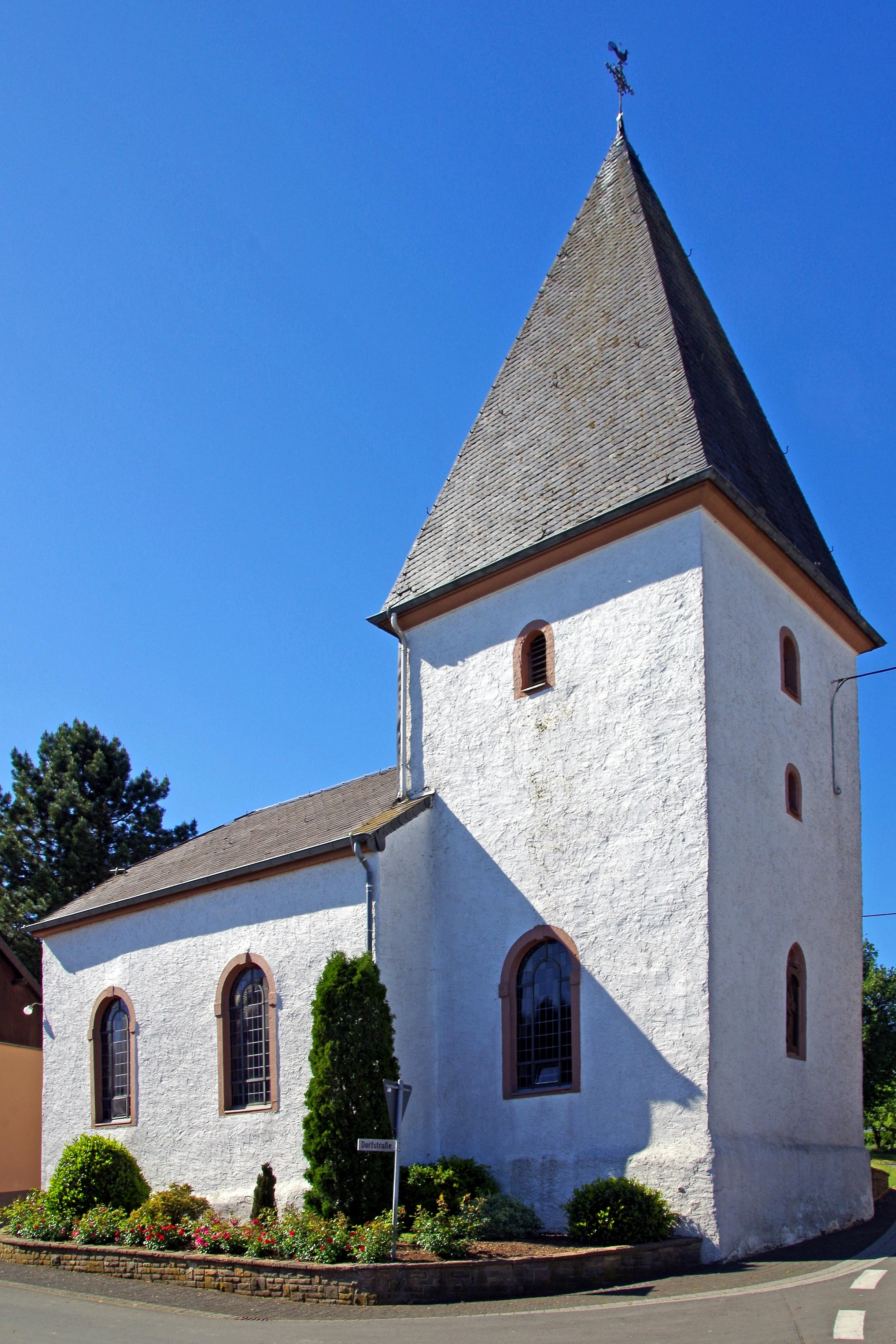
St. Matthias und Wendelinus (Masthorn)

Die Kapelle St. Matthias und Wendelinus ist die römisch-katholische Filialkirche in Masthorn im Eifelkreis Bitburg-Prüm in Rheinland-Pfalz. Die Kirche gehört zur Pfarrei Habscheid in der Pfarreiengemeinschaft Bleialf im Dekanat St. Willibrord Westeifel im Bistum Trier.

## Geschichte

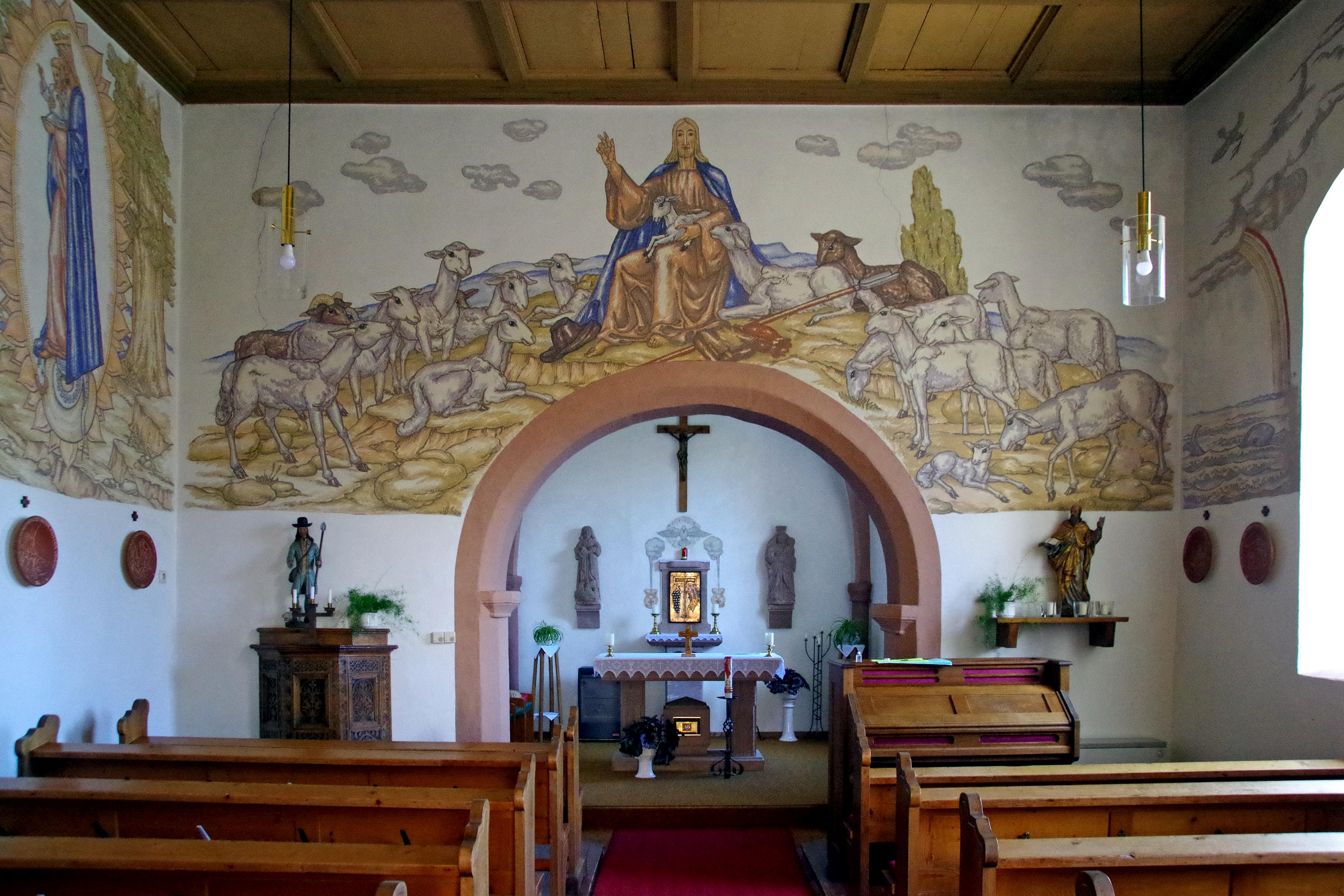
St. Matthias und Wendelinus (Masthorn)

Seit 1570 ist in Masthorn eine Kapelle bezeugt, auf die (mit Veränderungen) die heutige Kirche zurückgeht. Sie misst im Schiff 6,5 × 8 Meter und im Chorraum 4 × 4 Meter. Der Altarraum im Untergeschoss des Chorturms hat ein Kreuzrippengewölbe, Dreiviertelsäulchen und spätgotische Kapitelle. Die Kirche ist zu Ehren des Apostels Matthias und des heiligen Wendelin geweiht.

## Ausstattung
Das Schiff hat eine flache Holzdecke. Die Wände sind mit biblischen Szenen ausgemalt, Jesus als Guter Hirte, die Muttergottes mit segnendem Jesuskind, die Arche Noah und eine Paradiesdarstellung, immer mit zahlreichen Wald- und Haustieren. Die Kirche verfügt über Sandsteinreliefs (85 Zentimeter, 16. Jahrhundert) von Maria mit Kind und von St. Lukas. Eine Figur des heiligen Wendelin stellt ihn als Hirten mit Hut und Schippe dar. Der Opferstock ist kunstvoll geschnitzt.